# Albumy numer jeden w roku 1998 (Węgry)
Rok 1998 był dziewiątym, w którym funkcjonowała lista najlepiej sprzedających się albumów na Węgrzech, Top 40 album- és válogatáslemez-lista.

## Historia notowania
| Data publikacji | Album                                          | Wykonawca          | Źródło |
| --------------- | ---------------------------------------------- | ------------------ | ------ |
| 29 grudnia      | Buli a hóban!                                  | Hupikék törpikék   | [ 1 ]  |
| 5 stycznia      | Buli a hóban!                                  | Hupikék törpikék   | [ 2 ]  |
| 12 stycznia     | Buli a hóban!                                  | Hupikék törpikék   | [ 3 ]  |
| 19 stycznia     | A miniszter félrelép                           | muzyka filmowa     | [ 4 ]  |
| 26 stycznia     | A miniszter félrelép                           | muzyka filmowa     | [ 5 ]  |
| 2 lutego        | Titanic                                        | muzyka filmowa     | [ 6 ]  |
| 9 lutego        | Titanic                                        | muzyka filmowa     | [ 7 ]  |
| 16 lutego       | Titanic                                        | muzyka filmowa     | [ 8 ]  |
| 23 lutego       | Titanic                                        | muzyka filmowa     | [ 9 ]  |
| 2 marca         | Titanic                                        | muzyka filmowa     | [ 10 ] |
| 9 marca         | Titanic                                        | muzyka filmowa     | [ 11 ] |
| 16 marca        | Ray of Light                                   | Madonna            | [ 12 ] |
| 23 marca        | Titanic                                        | muzyka filmowa     | [ 13 ] |
| 30 marca        | Snassz Vegas                                   | Irigy Hónaljmirigy | [ 14 ] |
| 6 kwietnia      | Snassz Vegas                                   | Irigy Hónaljmirigy | [ 15 ] |
| 13 kwietnia     | Hajrá törpök!                                  | Hupikék törpikék   | [ 16 ] |
| 20 kwietnia     | Hajrá törpök!                                  | Hupikék törpikék   | [ 17 ] |
| 27 kwietnia     | Back for Good                                  | Modern Talking     | [ 18 ] |
| 4 maja          | Back for Good                                  | Modern Talking     | [ 19 ] |
| 11 maja         | Back for Good                                  | Modern Talking     | [ 20 ] |
| 18 maja         | Back for Good                                  | Modern Talking     | [ 21 ] |
| 25 maja         | Back for Good                                  | Modern Talking     | [ 22 ] |
| 1 czerwca       | Back for Good                                  | Modern Talking     | [ 23 ] |
| 8 czerwca       | Back for Good                                  | Modern Talking     | [ 24 ] |
| 15 czerwca      | Back for Good                                  | Modern Talking     | [ 25 ] |
| 22 czerwca      | Fogadj örökbe                                  | Jimmy Zámbó        | [ 26 ] |
| 29 czerwca      | Fogadj örökbe                                  | Jimmy Zámbó        | [ 27 ] |
| 6 lipca         | Fogadj örökbe                                  | Jimmy Zámbó        | [ 28 ] |
| 13 lipca        | Fogadj örökbe                                  | Jimmy Zámbó        | [ 29 ] |
| 20 lipca        | Fogadj örökbe                                  | Jimmy Zámbó        | [ 30 ] |
| 27 lipca        | Fogadj örökbe                                  | Jimmy Zámbó        | [ 31 ] |
| 3 sierpnia      | Back for Good                                  | Modern Talking     | [ 32 ] |
| 10 sierpnia     | No Time to Chill                               | Scooter            | [ 33 ] |
| 17 sierpnia     | No Time to Chill                               | Scooter            | [ 34 ] |
| 24 sierpnia     | No Time to Chill                               | Scooter            | [ 35 ] |
| 31 sierpnia     | Kossuth díj                                    | Géza Hofi          | [ 36 ] |
| 7 września      | Kossuth díj                                    | Géza Hofi          | [ 37 ] |
| 14 września     | Kossuth díj                                    | Géza Hofi          | [ 38 ] |
| 21 września     | Ikon                                           | Ákos               | [ 39 ] |
| 28 września     | Ikon                                           | Ákos               | [ 40 ] |
| 5 października  | Ikon                                           | Ákos               | [ 41 ] |
| 12 października | Holdfényexpressz                               | Kispál és a Borz   | [ 42 ] |
| 19 października | Kossuth díj                                    | Géza Hofi          | [ 43 ] |
| 26 października | Kossuth díj                                    | Géza Hofi          | [ 44 ] |
| 2 listopada     | Kossuth díj                                    | Géza Hofi          | [ 45 ] |
| 9 listopada     | Kossuth díj                                    | Géza Hofi          | [ 46 ] |
| 16 listopada    | Apraja nagyja                                  | Hupikék törpikék   | [ 47 ] |
| 23 listopada    | Apraja nagyja                                  | Hupikék törpikék   | [ 48 ] |
| 30 listopada    | Apraja nagyja                                  | Hupikék törpikék   | [ 49 ] |
| 7 grudnia       | Apraja nagyja                                  | Hupikék törpikék   | [ 50 ] |
| 14 grudnia      | Apraja nagyja                                  | Hupikék törpikék   | [ 51 ] |
| 21 grudnia      | Apraja nagyja                                  | Hupikék törpikék   | [ 52 ] |
| 28 grudnia      | Ladies & Gentlemen: The Best of George Michael | George Michael     | [ 53 ] |